# Aleksandra Wozniak
Pour les articles homonymes, voir Woźniak.
Aleksandra Wozniak, née le 7 septembre 1987 à Montréal, est une joueuse de tennis canadienne, professionnelle entre 2005 et 2018.
Elle a gagné son premier tournoi WTA le 20 juillet 2008 à Stanford, en Californie et a été la première Québécoise victorieuse sur le circuit WTA.
Son meilleur résultat en Grand Chelem est un 4e tour, atteint à Roland-Garros en 2009.
Marquée par de nombreuses blessures lors de ses dernières années sur le Circuit WTA, Aleksandra Wozniak annonce qu'elle met un terme à sa carrière le 19 décembre 2018, à l'âge de 31 ans.
Elle est récipiendaire, en 2008, de la Médaille de l'Assemblée nationale.

## Palmarès

### Titre en simple
| No | Date       | Nom et lieu du tournoi             | Catégorie | Dotation  | Surface    | Finaliste      | Score    |          |
| -- | ---------- | ---------------------------------- | --------- | --------- | ---------- | -------------- | -------- | -------- |
| 1  | 14-07-2008 | Bank of the West Classic, Stanford | Tier II   | 600 000 $ | Dur (ext.) | Marion Bartoli | 7-5, 6-3 | Parcours |

### Finales en simple
| No | Date       | Nom et lieu du tournoi                     | Catégorie | Dotation  | Surface      | Vainqueure         | Score    |          |
| -- | ---------- | ------------------------------------------ | --------- | --------- | ------------ | ------------------ | -------- | -------- |
| 1  | 14-05-2007 | GP Princesse Lalla Meryem, Fès             | Tier IV   | 145 000 $ | Terre (ext.) | Milagros Sequera   | 6-1, 6-3 | Parcours |
| 2  | 06-04-2009 | MPS Group Championships, Ponte Vedra Beach | Intern'l  | 220 000 $ | Terre (ext.) | Caroline Wozniacki | 6-1, 6-2 | Parcours |

## Parcours en Grand Chelem

### En simple
| Année | Open d'Australie | Open d'Australie      | Internationaux de France | Internationaux de France | Wimbledon       | Wimbledon           | US Open         | US Open           |
| ----- | ---------------- | --------------------- | ------------------------ | ------------------------ | --------------- | ------------------- | --------------- | ----------------- |
| 2006  | Q3               | Victoria Azarenka     | Q2                       | Alberta Brianti          | Q1              | Barbora Strýcová    | Q2              | Karin Knapp       |
| 2007  | 1er tour (1/64)  | Jelena Janković       | 1er tour (1/64)          | Ashley Harkleroad        | 1er tour (1/64) | Laura Granville     | 1er tour (1/64) | Anabel Medina     |
| 2008  | Q1               | M.J. Martínez Sánchez | 3e tour (1/16)           | Vera Zvonareva           | 2e tour (1/32)  | Caroline Wozniacki  | 1er tour (1/64) | Lindsay Davenport |
| 2009  | 1er tour (1/64)  | Sabine Lisicki        | 1/8 de finale            | Serena Williams          | 1er tour (1/64) | Francesca Schiavone | 3e tour (1/16)  | Flavia Pennetta   |
| 2010  | 1er tour (1/64)  | Caroline Wozniacki    | 3e tour (1/16)           | Elena Dementieva         | 2e tour (1/32)  | Jelena Janković     | 1er tour (1/64) | Sally Peers       |
| 2011  | —                | —                     | 2e tour (1/32)           | Caroline Wozniacki       | 1er tour (1/64) | Barbora Strýcová    | 1er tour (1/64) | Christina McHale  |
| 2012  | 2e tour (1/32)   | Maria Kirilenko       | 3e tour (1/16)           | Victoria Azarenka        | 2e tour (1/32)  | Zheng Jie           | 2e tour (1/32)  | Lucie Šafářová    |
| 2013  | —                | —                     | —                        | —                        | —               | —                   | 2e tour (1/32)  | Victoria Azarenka |
| 2014  | Q1               | Anna Tatishvili       | 1er tour (1/64)          | Sorana Cîrstea           | 1er tour (1/64) | Dominika Cibulková  | 1er tour (1/64) | Kurumi Nara       |
|       |                  |                       |                          |                          |                 |                     |                 |                   |
| 2016  | Q1               | Kristína Kučová       | 1er tour (1/64)          | Yulia Putintseva         | —               | —                   | —               | —                 |
| 2017  | Q1               | Virginie Razzano      | Q1                       | Aleksandra Krunić        | —               | —                   | —               | —                 |

N.B. : à droite du résultat se trouve le nom de l'ultime adversaire.

### En double
| Année | Open d'Australie              | Open d'Australie          | Internationaux de France      | Internationaux de France   | Wimbledon                  | Wimbledon                 | US Open                       | US Open                   |
| ----- | ----------------------------- | ------------------------- | ----------------------------- | -------------------------- | -------------------------- | ------------------------- | ----------------------------- | ------------------------- |
| 2007  | —                             | —                         | 1er tour (1/32) O. Puchkova   | V. Bardina T. Poutchek     | —                          | —                         | —                             | —                         |
| 2008  | —                             | —                         | —                             | —                          | —                          | —                         | 1er tour (1/32) N. Grandin    | A. Kleybanova E. Makarova |
| 2009  | 1er tour (1/32) L. Dekmeijere | M. Kirilenko F. Pennetta  | 1er tour (1/32) L. Dekmeijere | Hsieh Su-wei Peng Shuai    | 2e tour (1/16) S. Lisicki  | S. Williams V. Williams   | 1er tour (1/32) L. Dekmeijere | Hsieh Su-wei Peng Shuai   |
| 2010  | 1er tour (1/32) L. Safarova   | E. Baltacha L. Dekmeijere | 2e tour (1/16) L. Safarova    | I. Benesova B. Z. Strycova | 2e tour (1/16) L. Safarova | B. Mattek L. Huber        | —                             | —                         |
| 2011  | —                             | —                         | —                             | —                          | —                          | —                         | —                             | —                         |
| 2012  | —                             | —                         | 2e tour (1/16) S. Halep       | Vania King Y. Shvedova     | 1er tour (1/32) S. Halep   | Y. Shvedova G. Voskoboeva | 1er tour (1/32) Kimiko Date   | Julia Görges K. Peschke   |
| 2013  | —                             | —                         | —                             | —                          | —                          | —                         | 2e tour (1/16) S. Fichman     | A. Medina F. Pennetta     |

N.B. : le nom du ou de la partenaire se trouve sous le résultat ; le nom des ultimes adversaires se trouve à droite.

### En double mixte
| Année | Open d'Australie        | Open d'Australie        | Internationaux de France | Internationaux de France | Wimbledon | Wimbledon | US Open | US Open |
| ----- | ----------------------- | ----------------------- | ------------------------ | ------------------------ | --------- | --------- | ------- | ------- |
| 2009  | 1/4 de finale D. Nestor | Sania Mirza M. Bhupathi | —                        | —                        | —         | —         | —       | —       |

N.B. : le nom du ou de la partenaire se trouve sous le résultat ; le nom des ultimes adversaires se trouve à droite.

## Parcours en «Premier Mandatory» et «Premier 5»
Découlant d'une réforme du circuit WTA inaugurée en 2009, les tournois WTA « Premier Mandatory » et « Premier 5 » constituent les catégories d'épreuves les plus prestigieuses, après les quatre levées du Grand Chelem.

### En simple dames
| Année |              | Premier Mandatory           | Premier Mandatory             | Premier Mandatory             | Premier Mandatory               |       | Premier 5 | Premier 5                    | Premier 5                     | Premier 5                     | Premier 5                   | Premier 5 | Premier 5                   |
| Année | Indian Wells | Miami                       | Madrid                        | Pékin                         |                                 | Dubaï | Rome      | Canada                       | Cincinnati                    |                               | Tokyo                       |           |                             |
| Année | Indian Wells | Miami                       | Madrid                        | Pékin                         |                                 | Doha  | Rome      | Canada                       | Cincinnati                    |                               | Wuhan                       |           |                             |
| Année | Indian Wells | Miami                       | Madrid                        | Pékin                         |                                 |       | Rome      | Canada                       | Cincinnati                    |                               |                             |           |                             |
| 2009  |              | 3e tour (1/16) A. Radwańska | 2e tour (1/32) Li N.          | 2e tour (1/16) P. Schnyder    | 3e tour (1/8) A. Pavlyuchenkova |       |           |                              | 2e tour (1/16) A. Chakvetadze | 1er tour (1/32) A. Kleybanova | 2e tour (1/16) C. Wozniacki |           | 3e tour (1/8) M. Rybarikova |
| 2010  |              | 2e tour (1/32) K. Flipkens  | 2e tour (1/32) P. Hercog      | 1er tour (1/32) E. Dementieva |                                 |       |           |                              |                               | 1er tour (1/32) T. Bacsinszky |                             |           |                             |
| 2011  |              |                             |                               |                               |                                 |       |           |                              |                               | 2e tour (1/16) S. Stosur      |                             |           |                             |
| 2012  |              | 1er tour (1/64) S. Stephens | 3e tour (1/16) V. Williams    |                               |                                 |       |           | 1er tour (1/32) V. Lepchenko | 1er tour (1/32) J. Görges     | 1/4 de finale C. Wozniacki    |                             |           |                             |
| 2013  |              |                             | 1er tour (1/64) K. Mladenovic |                               | 1er tour (1/32) S. Stephens     |       |           |                              |                               |                               |                             |           | 2e tour (1/16) A. Radwańska |
| 2014  |              | 4e tour (1/8) Li N.         | 1er tour (1/64) C. Garcia     |                               |                                 |       |           |                              |                               | 1er tour (1/32) S. Stephens   |                             |           |                             |
| 2016  |              |                             |                               |                               |                                 |       |           |                              |                               | 1er tour (1/32) S. Errani     |                             |           |                             |

Sous le résultat, l’ultime adversaire.

### En double dames
| Année | Premier Mandatory | Premier Mandatory | Premier Mandatory | Premier Mandatory | Premier Mandatory | Premier Mandatory | Premier Mandatory | Premier Mandatory | Premier 5 | Premier 5 | Premier 5 | Premier 5 | Premier 5 | Premier 5                | Premier 5         | Premier 5 | Premier 5  | Premier 5  | Premier 5 | Premier 5 | Premier 5 | Premier 5 |
| Année | Indian Wells      | Indian Wells      | Miami             | Miami             | Madrid            | Madrid            | Pékin             | Pékin             | Dubaï     | Dubaï     | Doha      | Doha      | Rome      | Rome                     | Canada            | Canada    | Cincinnati | Cincinnati | Tokyo     | Tokyo     | Wuhan     | Wuhan     |
| ----- | ----------------- | ----------------- | ----------------- | ----------------- | ----------------- | ----------------- | ----------------- | ----------------- | --------- | --------- | --------- | --------- | --------- | ------------------------ | ----------------- | --------- | ---------- | ---------- | --------- | --------- | --------- | --------- |
| 2009  |                   |                   |                   |                   |                   |                   |                   |                   |           |           |           |           |           |                          |                   |           |            |            |           |           |           |           |
| —     | —                 | —                 | —                 | —                 | —                 | —                 | —                 | —                 | —         |           |           | —         | —         | 1er tour (1/16) Fichman  | Jans Rosolska     | —         | —          | —          | —         |           |           |           |
| 2012  |                   |                   |                   |                   |                   |                   |                   |                   |           |           |           |           |           |                          |                   |           |            |            |           |           |           |           |
| —     | —                 | —                 | —                 | —                 | —                 | —                 | —                 |                   |           | —         | —         | —         | —         | 1er tour (1/16) Bouchard | Kops-Jones Spears | —         | —          | —          | —         |           |           |           |

N.B. : le nom de la partenaire se trouve sous le résultat ; le nom des ultimes adversaires se trouve à droite.

## Parcours aux Jeux olympiques

### En simple dames
| # | Date       | Nom de l'olympiade             | Surface      | Résultat       | Ultime adversaire | Score    |          |
| - | ---------- | ------------------------------ | ------------ | -------------- | ----------------- | -------- | -------- |
| 1 | 28/07/2012 | Olympic Tennis Event Wimbledon | Gazon (ext.) | 2e tour (1/16) | Venus Williams    | 6-1, 6-3 | Parcours |

### En double dames
| # | Date       | Nom de l'olympiade             | Surface      | Résultat        | Partenaire       | Ultimes adversaires                  | Score    |          |
| - | ---------- | ------------------------------ | ------------ | --------------- | ---------------- | ------------------------------------ | -------- | -------- |
| 1 | 28/07/2012 | Olympic Tennis Event Wimbledon | Gazon (ext.) | 1er tour (1/16) | Stéphanie Dubois | Yaroslava Shvedova Galina Voskoboeva | 6-2, 6-0 | Parcours |

## Classements WTA en fin de saison
| Année          | 2002 | 2003 | 2004 | 2005 | 2006 | 2007 | 2008 | 2009 | 2010 | 2011 | 2012 | 2013 | 2014 | 2015 | 2016 | 2017 | 2018 |
| Rang en simple | 569  | 878  | 491  | 190  | 91   | 130  | 34   | 35   | 126  | 105  | 43   | 280  | 132  | 844  | 299  | 300  | 1042 |
| Rang en double | 843  | –    | –    | 465  | 300  | 419  | 961  | 218  | 207  | –    | 354  | 344  | –    | 925  | 1278 | 668  | –    |

Source : (en) Classements de Aleksandra Wozniak sur le site officiel de la Fédération internationale de tennis

## Records et statistiques

### Ses 5 meilleures victoires en simple par saison
| 2001 1. Elizabeth Schmidt - 496e 2. Krystel Sauvageau - NR | 2002 1. Jessica Fernandez - 254e 2. Remi Tezuka - 375e 3. Mélanie Marois - 376e 4. Tracey O'Connor - 419e 5. Beier Ko - 598e | 2003 1. Nancy Loeffler-Caro - 1037e | 2004 1. Lilia Osterloh - 126e 2. Timea Bacsinszky - 272e 3. Carla Tiene - 273e 4. Kaysie Smashey - 518e 5. Stéphanie Greau - 733e |

| 2005 1. Michaela Paštiková - 105e 2. Martina Müller - 109e 3. Lindsay Lee-Waters - 121e 4. Olena Antypina - 196e Olga Blahotova - 196e 5. Maria Jose Argeri - 201e | 2006 1. Gisela Dulko - 33e 2. Olga Puchkova - 40e 3. Li Na - 63e 4. Laura Granville - 67e 5. Laura Granville - 75e | 2007 1. Gisela Dulko - 49e 2. Ioana Raluca Olaru - 56e 3. Jill Craybas - 75e 4. Camille Pin - 81e 5. Anastasia Rodionova - 83e | 2008 1. Serena Williams - 5e 2. Marion Bartoli - 15e 3. Francesca Schiavone - 20e 4. Sybille Bammer - 22e 5. Sybille Bammer - 29e |

| 2009 1. Svetlana Kuznetsova - 5e Caroline Wozniacki - 5e 2. Nadia Petrova - 10e 3. Marion Bartoli - 13e 4. Zheng Jie - 16e 5. Amélie Mauresmo - 17e | 2010 1. Kateryna Bondarenko - 35e 2. Magdaléna Rybáriková - 44e 3. Iveta Benešová - 54e 4. Ayumi Morita - 88e 5. Alicia Molik - 96e | 2011 1. Shahar Peer - 23e 2. Varvara Lepchenko - 76e 3. Irina Falconi - 81e 4. Anna Tatishvili - 91e 5. Anne Keothavong - 96e | 2012 1. Jelena Janković - 18e 2. Christina McHale - 26e 3. Klára Zakopalová- 27e 4. Monica Niculescu - 28e 5. Christina McHale - 33e |

| 2013 1. Francesca Schiavone - 47e 2. Vesna Manasieva - 90e | 2014 1. Sabine Lisicki - 15e 2. Anastasia Pavlyuchenkova - 22e 3. Jana Čepelová - 52e 4. Urszula Radwańska - 53e 5. Heather Watson - 69e | 2015 1. Ingrid Neel - 535e 2. Rosie Johanson - 855e | 2016 1. Olga Govortsova - 74e 2. Ana Konjuh - 75e 3. Paula Cristina Gonçalves - 162e 4. Françoise Abanda - 173e 5. Mayo Hibi - 183e |

| 2017 1. Han Xinyun - 119e 2. Mayo Hibi - 245e 3. Katie Swan - 358e 4. Laura Pigossi - 365e 5. Priscilla Hon - 369e |

### Années en détail
| 2004 Quart de finale : - Troy, États-Unis - 50K Demi-finale : - Hamilton, Canada - 25K | 2005 Quarts de finale : - Troy, États-Unis - 50K - Marseille, France - 50K+H Demi-finales : - Jackson, États-Unis - 25K - Tunica Resorts, États-Unis - 25K Finales : - Mexico, Mexique - 25K - Pelham, États-Unis - 25K Championne : - Toronto, Canada - 25K - Victoria, Mexique - 25K - Hamilton, Canada - 25K | 2006 Quarts de finale : - Québec, Canada - Tier III - Troy, États-Unis - 50K Demi-finales : - San Diego, États-Unis - 50K - San Francisco, États-Unis - 50K - Washington, États-Unis - 75K Championne : - Pittsburgh, États-Unis - 75K - Ashland, États-Unis - 50K - Hamilton, Canada - 25K | 2007 Quart de finale : - Washington, États-Unis - 75K Demi-finales : - Lawrenceville, États-Unis - 50K - Saguenay, Canada - 50K Finale : - Fes, Maroc - Tier IV |

| 2008 Quarts de finale : - Cincinnati, États-Unis - Tier III Demi-finales : - Tokyo, Japon - Tier III - Québec, Canada - Tier III Finale : - Redding, États-Unis - 25K Championne: - Stanford, États-Unis - Tier II | 2009 Quarts de finale : - Osaka, Japon - Intern'l Demi-finales : - Eastbourne, Angleterre - Premier - Québec, Canada - Intern'l Finale : - Ponte Vedra Beach, États-Unis - Intern'l | 2010 Quarts de finale : - Ponte Vedra Beach, États-Unis - Intern'l | 2011 Demi-finales : - Albuquerque, États-Unis - 75K Championne : - Vancouver, Canada - 100K |

| 2012 Quarts de finale : - Montréal, Canada - Premier 5 - Budapest, Hongrie - Intern'l - Dallas, États-Unis - Intern'l Championne : - Nassau, Bahamas - 100K+H | 2014 Quarts de finale : - Surprise, États-Unis - 25K | 2015 Quarts de finale : - Winnipeg, Canada - 25K | 2016 Quarts de finale : - Surprise, États-Unis - 25K - Stillwater, États-Unis - 25K - Saguenay, Canada - 25K Demi-finales : - Granby, Canada - 50K - Albuquerque, États-Unis - 75K |

| 2017 Quarts de finale : - Burnie, Australie - 60K |